# ザック・エストリン
ザック・エストリン（Zack Estrin 1970年もしくは1971年 -2022年9月23日）は、アメリカ合衆国のテレビプロデューサー、脚本家である。『プリズン・ブレイク』、『ポイントプレザントの悪夢』、『トゥルー・コーリング』、『チャームド』などに参加している。
エストリンはマット・オルムステッドと共に『プリズン・ブレイク』のスピンオフ『Prison Break: Cherry Hill』の構想を練っていたが、製作者側のストライキにより実現には至らなかった。
2022年9月23日、ハモサビーチでジョギング中に心不全を起こし死去した。53歳没。

## 主なフィルモグラフィ

### 映画
- Stranger than Fiction (2000) 製作総指揮
- プリズン・ブレイク: ファイナル・ブレイク Prison Break: The Final Break (2009) 脚本・共同製作総指揮

### テレビシリーズ

#### 脚本
| 年        | 日本語題 原題                                            | エピソード  | エピソード                                  |
| --------- | -------------------------------------------------------- | ----------- | ------------------------------------------- |
| 1998-2001 | チャームド Charmed                                       | 第1シーズン | 第3話「帰って来たパパ」                     |
| 1998-2001 | チャームド Charmed                                       | 第1シーズン | 第8話「恋する魔女」                         |
| 1998-2001 | チャームド Charmed                                       | 第1シーズン | 第11話「呪われた壺」                        |
| 1998-2001 | チャームド Charmed                                       | 第1シーズン | 第15話「地下室の魔物」                      |
| 1998-2001 | チャームド Charmed                                       | 第1シーズン | 第21話「許されない愛」                      |
| 1998-2001 | チャームド Charmed                                       | 第2シーズン | 第2話「火あぶりの刑」                       |
| 1998-2001 | チャームド Charmed                                       | 第2シーズン | 第8話「魔物の掟」                           |
| 1998-2001 | チャームド Charmed                                       | 第2シーズン | 第13話「クラブの中はジャングル」            |
| 1998-2001 | チャームド Charmed                                       | 第2シーズン | 第18話「あこがれの人」                      |
| 1998-2001 | チャームド Charmed                                       | 第2シーズン | 第22話「精霊の願い」                        |
| 1998-2001 | チャームド Charmed                                       | 第3シーズン | 第2話「魔法の日食」                         |
| 1998-2001 | チャームド Charmed                                       | 第3シーズン | 第10話「アイスクリーム売り」                |
| 1998-2001 | チャームド Charmed                                       | 第3シーズン | 第17話「魔女の使い魔」                      |
| 2003-2005 | トゥルー・コーリング Tru Calling                         | 第1シーズン | 第4話「バチェラー・パーティー」             |
| 2003-2005 | トゥルー・コーリング Tru Calling                         | 第1シーズン | 第9話「モルグ殺人事件」                     |
| 2003-2005 | トゥルー・コーリング Tru Calling                         | 第1シーズン | 第14話「父と娘」                            |
| 2003-2005 | トゥルー・コーリング Tru Calling                         | 第1シーズン | 第19話「D.O.A.」                            |
| 2003-2005 | トゥルー・コーリング Tru Calling                         | 第2シーズン | 第6話「ナイト・ビフォア・クリスマス」       |
| 2005-2006 | ポイントプレザントの悪夢 Point Pleasant                  | 第1シーズン | 第5話「Last Dance」                         |
| 2005-2006 | ポイントプレザントの悪夢 Point Pleasant                  | 第1シーズン | 第9話「Waking the Dead」                    |
| 2005-2006 | ポイントプレザントの悪夢 Point Pleasant                  | 第1シーズン | 第12話「Mother's Day」                      |
| 2005-2009 | プリズン・ブレイク Prison Break                          | 第1シーズン | 第5話「イングリッシュ、フィッツ、パーシー」 |
| 2005-2009 | プリズン・ブレイク Prison Break                          | 第1シーズン | 第11話「7人の壁」                           |
| 2005-2009 | プリズン・ブレイク Prison Break                          | 第1シーズン | 第16話「フォックスリバーへの道」            |
| 2005-2009 | プリズン・ブレイク Prison Break                          | 第1シーズン | 第19話「鍵」                                |
| 2005-2009 | プリズン・ブレイク Prison Break                          | 第1シーズン | 第20話「トゥナイト」                        |
| 2005-2009 | プリズン・ブレイク Prison Break                          | 第2シーズン | 第3話「スキャン」                           |
| 2005-2009 | プリズン・ブレイク Prison Break                          | 第2シーズン | 第8話「デッド･フォール」                    |
| 2005-2009 | プリズン・ブレイク Prison Break                          | 第2シーズン | 第13話「反撃開始!」                         |
| 2005-2009 | プリズン・ブレイク Prison Break                          | 第2シーズン | 第15話「メッセージ」                        |
| 2005-2009 | プリズン・ブレイク Prison Break                          | 第2シーズン | 第20話「パナマ」                            |
| 2005-2009 | プリズン・ブレイク Prison Break                          | 第3シーズン | 第3話「望みなき者」                         |
| 2005-2009 | プリズン・ブレイク Prison Break                          | 第3シーズン | 第7話「オオカミ少年」                       |
| 2005-2009 | プリズン・ブレイク Prison Break                          | 第3シーズン | 第11話「7人の夜」                           |
| 2005-2009 | プリズン・ブレイク Prison Break                          | 第4シーズン | 第2話「オデュッセイア」                     |
| 2005-2009 | プリズン・ブレイク Prison Break                          | 第4シーズン | 第15話「記憶の中で」                        |
| 2005-2009 | プリズン・ブレイク Prison Break                          | 第4シーズン | 第21話「究極の選択」                        |
| 2010-2011 | パワー・オブ・フォー 普通じゃない家族 No Ordinary Family | 第1シーズン | 第3話「No Ordinary Ring」                   |
| 2010-2011 | パワー・オブ・フォー 普通じゃない家族 No Ordinary Family | 第1シーズン | 第6話「No Ordinary Visitors」               |
| 2010-2011 | パワー・オブ・フォー 普通じゃない家族 No Ordinary Family | 第1シーズン | 第10話「No Ordinary Sidekick」              |
| 2010-2011 | パワー・オブ・フォー 普通じゃない家族 No Ordinary Family | 第1シーズン | 第13話「No Ordinary Detention」             |
| 2010-2011 | パワー・オブ・フォー 普通じゃない家族 No Ordinary Family | 第1シーズン | 第18話「No Ordinary Animal」                |
| 2010-2011 | パワー・オブ・フォー 普通じゃない家族 No Ordinary Family | 第1シーズン | 第20話「No Ordinary Beginning」             |
| 2012      | THE RIVER 呪いの川 The River                             | 第1シーズン | 第2話「父からの贈り物」                     |
| 2012      | THE RIVER 呪いの川 The River                             | 第1シーズン | 第8話「親子の絆」                           |
| 2013      | ゼロアワー 禁断の刻限 Zero Hour                          | 第1シーズン | 第3話「ある物理学者の憂い」                 |
| 2013      | ゼロアワー 禁断の刻限 Zero Hour                          | 第1シーズン | 第13話「再生」                              |
| 2013-2014 | Once Upon a Time in Wonderland                           | 第1シーズン | 第1話「Down the Rabbit Hole」               |
| 2013-2014 | Once Upon a Time in Wonderland                           | 第1シーズン | 第8話「Home」                               |
| 2013-2014 | Once Upon a Time in Wonderland                           | 第1シーズン | 第13話「And They Lived...」                 |
| 2015      | 見えない訪問者 〜ザ・ウィスパーズ〜 The Whispers         | 第1シーズン | 第4話「極限状況」                           |
| 2015      | 見えない訪問者 〜ザ・ウィスパーズ〜 The Whispers         | 第1シーズン | 第13話「Game Over」                         |
| 2018-2021 | ロスト・イン・スペース Lost in Space                     | 第1シーズン | ショーランナー、第3話、第7話脚本            |
| 2018-2021 | ロスト・イン・スペース Lost in Space                     | 第2シーズン | ショーランナー、第2話、第9話脚本            |
| 2018-2021 | ロスト・イン・スペース Lost in Space                     | 第3シーズン | ショーランナー、第7話脚本                   |

#### プロデューサー
| 年        | 日本語題 原題                                            | クレジット                         | 備考       |
| --------- | -------------------------------------------------------- | ---------------------------------- | ---------- |
| 2000      | チャームド Charmed                                       | 共同プロデューサー                 | 計9話担当  |
| 2003-2005 | トゥルー・コーリング Tru Calling                         | スーパーバイジングプロデューサー   | 計25話担当 |
| 2005-2006 | ポイントプレザントの悪夢 Point Pleasant                  | スーパーバイジングプロデューサー   | 計12話担当 |
| 2005-2009 | プリズン・ブレイク Prison Break                          | スーパーバイジングプロデューサー   | 計59話担当 |
| 2005-2009 | プリズン・ブレイク Prison Break                          | 共同エグゼクティブ・プロデューサー | 計21話担当 |
| 2010      | The Good Guys                                            | エグゼクティブ・プロデューサー     | 計11話担当 |
| 2010-2011 | パワー・オブ・フォー 普通じゃない家族 No Ordinary Family | 共同エグゼクティブ・プロデューサー | 計19話担当 |
| 2012      | THE RIVER 呪いの川 The River                             | エグゼクティブ・プロデューサー     | 計8話担当  |
| 2013      | ゼロアワー 禁断の刻限 Zero Hour                          | エグゼクティブ・プロデューサー     | 計13話担当 |
| 2013-2014 | Once Upon a Time in Wonderland                           | エグゼクティブ・プロデューサー     | 計13話担当 |
| 2015      | 見えない訪問者 〜ザ・ウィスパーズ〜 The Whispers         | エグゼクティブ・プロデューサー     | 計13話担当 |